# ناحية عامودا
ناحية عامودا إحدى نواحي سوريا تتبع إداريّاً لمحافظة الحسكة منطقة القامشلي ومركزها بلدة عامودا، بلغ تعداد سكان الناحية 56,101 نسمة حسب التعداد السكاني لعام 2004.

## بلدات وقرى ناحية عامودا

### أ
- أبو خنجر
- الكروان
- أم الأسود تحتاني
- أم البنت
- أم الربيع
- أم العنب فوقاني
- الأهرام الأولى
- الأهرام الثانية
- المريبط
- أبو الهول

### ب
- باب الخير
- باردة
- بلة بكارة
- بستان تحتاني
- بستان فوقاني
- بهيرة

### ت
- تل أحمر
- تل أسود
- تل عربيد
- تل عشق
- تل حبش
- تل خالد
- تل خنزير
- تليل
- تفاحة
- تل السعد
- تل المال
- تل الوفا
- تل قرميد
- تل عروس تحتاني

### د
- دار
- دير ماري
- ديكية
- الفارس

### ح
- حاج بكاري
- حاج ناصر
- حاصدة تحتاني
- الحدباء
- الحصبة
- حقانية
- الحلابة
- الحنية

### ج
- الجابرية
- الجرن
- الجديدة
- جلق
- جوهرية
- جميلة
- جول جمال

### خ
- خالد
- خربة السودة
- خربة شعيب
- خرزة
- خربة غزال فوقاني
- خربة عزي

### د
- الداودية
- ديوان

### ر
- رام الله
- راية خليل
- راية قبلي
- راية غربي
- ريحانية

### س
- سرادق

### ش
- شقراء
- شولا
- شيخ
- شجرة

### ص
- صباح
- صباحية
- صفيرة

### ط
- طابات
- طبريا
- طور إلياس

### ع
- عالية
- عامودا
- العدنانية
- العروبة
- عمارة
- عين غزال

### غ
- الغبراء
- غزالة

### ف
- فوارة
- فخار
- فيروز

### ق
- قابس
- القاهرة
- قبر علي
- قدح
- قليعة
- قيروان

### ل
- لبنية

### ك
- كندة
- كعوب
- (كوتيان)

### م
- مرة
- مركب
- ميسلون
- مشهد
- مصطفى
- ملاحة

### ن
- نيف

### و
- واسط
- الوردية